# 中島巌
中島 巌（なかじま いわお、1926年1月4日 - 1995年3月13日）は、日本のアマチュアゴルファー・ゴルフ指導者・ゴルフ場会社経営者・ゴルフコース設計者。中島常幸・中島和也・中島恵利華の父。群馬県桐生市出身。
アマチュアゴルファーとして活躍していたが、長男・常幸の誕生に際し、息子を一流ゴルファーに育てることを決意。常幸のみならず、三男・和也、長女・恵利華にも厳しい練習を課し、プロゴルファーに仕立て上げた。その指導は徹底しており、常幸は練習に専心するため、通っていた私立樹徳高校を中退させられたほどであった。次男・中島篤志によれば、巌は「巨人の星」の星一徹を地でいく筋金入りのがんこ親父であり、子供を“育てる”というよりも“つくる”という感じであったという。
やがて常幸は彗星のごとくゴルフ界にあれわれ、瞬く間にスターにのし上がるが、そのあまりの正確なプレーと、無表情があいまって父親製作の「サイボーグ」などと揶揄されたりもした。
1982年にゴルフ場開発に乗り出し、総観グループを立ち上げる。1987年には当時としては破格の1億円募集を打ち出して話題を集めた。
また、コース設計者として設計を手掛けたコースには、五浦庭園カントリークラブ・東松苑ゴルフ倶楽部（コース規模：18H/6675Y/P72/130万m2・コースレート：70.7）などがある。しかし、バブル崩壊の影響などで業績は悪化。
1995年3月13日、肝臓がんにより死去。中島の死後、2000年7月13日に浦和地裁に民事再生法の適用を申請し、受理された。幸い、コースの設計が優れていたため、自主再建にこぎつけた。東松苑ゴルフクラブは正会員849人・平日会員900人という盛況ぶりである。
現在、五浦庭園カントリークラブでは中島巌杯、東松苑ゴルフクラブではアンダーハンディ選手権中島巌杯がそれぞれ開催されている。